# Kumamoto Athletics Stadium
Kumamoto Athletics Stadium (熊本県民総合運動公園陸上競技場?, Kumamotokenminsōgōundōkōen rikujō kyōgi-ba), letteralmente Stadio di atletica del parco sportivo della prefettura di Kumamoto, è un impianto sportivo multifunzione di Kumamoto, capoluogo dell'omonima prefettura del Giappone.
Inaugurato nel 1998, è utilizzato come impianto d'atletica grazie alla sua pista a nove corsie regolamentari, ed è idoneo a ospitare gare sia di club che internazionali di calcio e di rugby: è sede delle gare interne del club calcistico del Roasso Kumamoto e nel 2019 ospitò alcuni incontri della nona Coppa del Mondo di rugby.
Appartenente alla prefettura di Kumamoto, è gestito da una sua emanazione, Kumamoto Sports Promotion Agency; ha una capacità di 30000 posti ed è noto anche con i nomi commerciali di Umakana Yokana Stadium dal 2013 al 2017 e, da tale data, come Egao Kenkō Stadium a seguito di accordi di naming.

## Storia
Lo stadio fu inaugurato a marzo 1998 per calcio e atletica leggera, e divenne l'impianto interno del club calcistico del Roasso Kumamoto.
Di forma ellittica, è coperto su due ordini di posti, le tribune laterali; occupa un'area di circa 41000 m² ed è capace di 30228 posti.
Nel 2012 i diritti di naming furono acquisiti dal mercato all'ingrosso di frutta e verdura di Yamada che diede allo stadio il nome di Umakana Yokana (giapponese per "buono e delizioso") dal febbraio 2013 per quattro anni.
Nei postumi del terremoto che colpì Kumamoto nel 2016 lo stadio, parzialmente danneggiato nei sedili e nell'impianto di illuminazione, fu utilizzato come primo centro di ricovero.
Nel 2015 Kumamoto Athletics Stadium fu scelto tra gli impianti destinati a ospitare incontri della fase a gironi della Coppa del Mondo di rugby 2019; in esso si svolsero due incontri.
Nel 2017 i diritti di naming furono ceduti all'industria del benessere Egao, che ribattezzò l'impianto Egao Kenkō Stadium (Kenkō è giapponese per "salute").

## Incontri internazionali di rilievo

### Rugby a 15
| Arbitro: | Nic Berry |

|                      |      |                                    |
| Vakatawa 5’ Raka 31’ | mt   | 39’ Takulua 46’ Hingano 78’ Kapeli |
| Ntamack 5’, 31’      | tr   | 39’, 46’ Takulua 78’ Fosita        |
| Ntamack 3’, 51’, 59’ | c.p. |                                    |

| Arbitro: | Angus Gardner |

|                                                              |      |                   |
| N. Smith 16’ Adams 48’ tecnica 65’ Williams 73’ Davies 80+4’ | mt   | 70’ Kessler       |
| Halfpenny 16’, 48’, 73’, 84’                                 | tr   | 70’ Berchesi      |
|                                                              | c.p. | 21’, 38’ Berchesi |